# Orren Madison Donaldson
Orren Madison Donaldson (født 27. april 1866 i Richford, Vermont, død 2. juli 1933 i Los Angeles) var en amerikansk avisudgiver, redaktør og forfatter. Søn af metodistpræsten Sylvester Donaldson og dennes hustru Phebe Anna Tabor. 

## Avisudgiver
Donaldson flyttede som ung til Chicago og blev journalist på flere af byens store dagblade. Han startede i 1890'erne en række lokalaviser nord og vest for Chicago: The Ciceroniani i Cicero, The Austinite i Austin, Forest Leaves i Lake Forest og Oak Leaves i Oak Park, som han senere fusionerede til Donaldson Publishing Company.

## Hollywood
Efter Første Verdenskrig solgte Donaldson firmaet og fyttede til Hollywood i Californien, hvor han grundlagde og udgav avisen Holly Leaves. 

## Fofatterskab
Donaldson var meget socialt engageret og udgav i 1909 bogen "Borgerlig Hæderlighed". Et samfundsfilosofisk værk om løsningen af arbejderspørsmålet og indrettelsen af et retfærdigt samfund, der fik international udbredelse. Bogen er oversat til dansk af lægen og filosoffen Severin Christensen. 

## Familie
Donaldson mødte sin senere kone Ella Marguerite Horton, da hun var redaktionsassistent på Forest Leaves. De fik tre børn: Sabins Tabor Donaldson (1903-1992), Donella Lightfoot Donaldson (1910-1994) alias Broadway-skuespilleren Julie Haydon, gift med teaterkritikeren George Jean Nathan og Miriam Elinor Donaldson (1912-1999), gift med filmklipperen William Hoover Ziegler, der var Oscar-nomineret tre gange.

## Gravsted
På Donaldsons gravsted på Forest Lawn Memorial Cemetery i Glendale, Los Angeles står hans motto: "The Public Press, no less that Public Office, is a Public Trust", der er et citat fra præsident Grover Cleveland.

## Ekstern henvisning
- Gravsted og kort biografi Find A Grave - Millions of Cemetery Records and Online Memorials